# Mark McGhee
Mark Edward McGhee (* 25. Mai 1957 in Glasgow) ist ein ehemaliger schottischer Fußballspieler und jetziger -trainer.

## Karriere

### Spieler
McGhee startete seine Karriere bei Greenock Morton. 1977 wechselte er zu Newcastle United er blieb ein Jahr. Ab 1978 spielte er für den schottischen Verein FC Aberdeen. Mit Aberdeen feierte er seine größten Erfolge als Spieler. Unter Trainer Sir Alex Ferguson wurde der Europapokal der Pokalsieger 1983 nach einem Endspielsieg gegen Real Madrid gewonnen. In der nächsten Saison spielte McGhee in der Bundesliga beim Hamburger SV. Gegen den HSV war er noch in der Vorsaison im UEFA-Super-Cup erfolgreich. Mit Aberdeen holte er den Titel und markierte im Rückspiel den Treffer zum Endstand von zwei zu null. Nach einem Jahr in Deutschland wechselte McGhee in seine Heimatstadt zu Celtic Glasgow. Von 1989 bis 1991 schnürte McGhee nochmals die Schuhe für Newcastle United. 1991 spielte er zudem in der zweiten schwedischen Liga bei IK Brage. Seine letzte Station als Spieler war der FC Reading. Dort begann er seine Karriere als Trainer.

### Trainer
McGhee hatte mehrere Stationen als Trainer in England und Schottland hinter sich. Von Januar 2013 bis August 2017 war er Co-Trainer der schottischen Fußballnationalmannschaft unter Gordon Strachan. Seit Oktober 2020 arbeitet McGhee als Spielerberater für die deutsche Agentur WSM Marketing & Management.

## Erfolge
- Europapokal der Pokalsieger: 1983
- UEFA Super Cup: 1983
- Schottischer Fußball-Meister: 1980, 1984, 1986, 1988
- Schottischer Pokalsieger: 1982, 1983, 1984, 1988, 1989
- Drybrough Cup: 1980
- Schottlands Fußballer des Jahres: 1981 (Spieler-Wahl)